# Andrei Nikolajewitsch Malachow

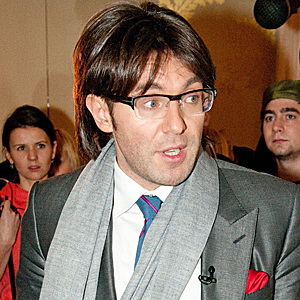
Andrei Malachow (2010)

Andrei Nikolajewitsch Malachow (russisch Андрей Николаевич Малахов; * 11. Januar 1972 in Apatity) ist ein russischer Fernsehmoderator.

## Leben und Wirken
Bereits während seines Journalistik-Studiums an der Lomonossow-Universität in Moskau arbeitete er nebenher Hörfunkmoderator beim Privatsender Maximum. Er absolvierte zudem zwei Auslandssemester an der University of Michigan. Nach seinem Studienabschluss im Jahre 1995 wechselte er zum Fernsehprogramm Perwy kanal, wo er Musiksendungen und Talkshows wie Pust goworjat (ab 2001) moderierte. Zusammen mit Natalja Wodjanowa moderierte er die beiden Halbfinale des Eurovision Song Contest 2009.
2017 wechselte er zum Sender Rossija 1. Hier moderiert er die Samstag-Abend-Show Priwet Andrei.